# Thérèse Quentin
Thérèse Quentin (5 de julio de 1929 – 20 de febrero de 2015) fue una actriz teatral, cinematográfica y televisiva de nacionalidad francesa.

## Biografía
Nacida en Ixelles, Bélgica, Quentin estudió arte dramático con la actriz francesa Tania Balachova en París.
Fallecida en París en el año 2015, había estado casada con el actor Marcel Cuvelier, con el cual tuvo una hija, la también actriz Marie Cuvelier.

## Teatro
- 1954 : La Lettre perdue, de Ion Luca Caragiale, escenografía de Marcel Cuvelier, Théâtre de Poche Montparnasse
- 1955 : L'Homme du destin, de George Bernard Shaw, escenografía de Michel de Ré, Teatro de la Alliance française
- 1957 : La Lettre perdue, de Ion Luca Caragiale, escenografía de Marcel Cuvelier, Théâtre des Célestins
- 1957 : Scabreuse Aventure, de Fiódor Dostoyevski, escenografía de Georges Annenkov, Théâtre du Vieux Colombier
- 1963 : Oblómov, de Iván Goncharov, escenografía de Marcel Cuvelier, Teatro de los Campos Elíseos
- 1965 : Archiflore, de Jeannine Worms, escenografía de Nicolas Bataille, Théâtre 347
- 1968 : La lección, de Eugène Ionesco, escenografía de Jacques Mauclair, Festival de la Cité Carcasona, Festival de Collioure, Théâtre du Midi
- 1968 : Le Roi se meurt, de Eugène Ionesco, escenografía de Jacques Mauclair, Théâtre du Midi
- 1969 : Demain une fenêtre sur rue, de Jean-Claude Grumberg, escenografía de Marcel Cuvelier, Théâtre des Célestins
- 1969 : Le Roi se meurt, de Eugène Ionesco, escenografía de Jacques Mauclair, Festival de Bellac
- 1970 : Premier Avertissement, de August Strindberg, escenografía de Gregory Chmara, Teatro de los Campos Elíseos
- 1970 : Le Roi se meurt, de Eugène Ionesco, escenografía de Jacques Mauclair, Théâtre de l'Athénée
- 1970 : L'Augmentation, de Georges Perec, escenografía de Marcel Cuvelier, Théâtre de la Gaîté-Montparnasse
- 1976 : Hotel Baltimore, de Lanford Wilson, escenografía de Alexandre Arcady, Espace Cardin
- 1976 : Equus, de Peter Shaffer, escenografía de John Dexter, Théâtre de l'Athénée
- 1977 : Iphigénie-Hôtel, de Michel Vinaver, escenografía de Antoine Vitez, Théâtre des Quartiers d'Ivry Centro Pompidou
- 1978 : Vinci avait raison, de Roland Topor, escenografía de Jean-Christian Grinevald, Théâtre Marie Stuart
- 1980 : Pour l'amour de l'humanité, de Marcel Cuvelier, escenografía de Jean-Christian Grinevald y Marcel Cuvelier, Théâtre Marie Stuart
- 1982 : L'Augmentation, de Georges Perec, escenografía de Marcel Cuvelier, Teatro de la Huchette
- 1982 : Spectacle Ionesco, a partir de Eugène Ionesco, escenografía de Roger Planchon, Teatro Nacional Popular
- 1983 : Spectacle Ionesco, a partir de Eugène Ionesco, escenografía de Roger Planchon, Teatro Nacional Popular
- 1984 : Spectacle Ionesco, a partir de Eugène Ionesco, escenografía de Roger Planchon, Teatro del Odéon
- 1985 : Ma femme, de Antón Chéjov, escenografía de Marcel Cuvelier, Poche Montparnasse
- 1986 : Rhapsodie-Béton, de Georges Michel, escenografía de Marcel Cuvelier, Teatro de la Huchette
- 1988 : Douce Nuit, de Harald Müller, escenografía de Alain Alexis Barsacq, Théâtre de l'Atalante, Théâtre des Mathurins, Teatro Nacional de Estrasburgo
- 1989 : Comme tu me veux, de Luigi Pirandello, escenografía de Maurice Attias, Théâtre de la Madeleine
- 1990 : Comme tu me veux, de Luigi Pirandello, escenografía de Maurice Attias, Théâtre des Célestins
- 1990 : Je ne me souviens plus de rien, de Arthur Miller, escenografía de Marcel Cuvelier, Théâtre du Tourtour
- 1995 : Lillian, de William Luce a partir de Une femme inachevée, de Lillian Hellman, escenografía de Marcel Cuvelier, Théâtre du Tourtour
- 1996 : Théâtre en miettes, de Eugène Ionesco, escenografía de Marcel Cuvelier, Teatro de la Huchette
- 1999 : Le Domaine des femmes, de Antón Chéjov, escenografía de Marcel Cuvelier, Teatro de la Huchette
- 2000 : L'Ormaie, de Marcel Cuvelier, escenografía de Gérard Maro, Comédie de Paris
- 2002 : Histoires de On, de Jean-Claude Grumberg, escenografía de Marcel Cuvelier, Teatro de la Huchette
- Le Point de vue d'Emmy, de David Hare, escenografía de Bernard Murat, gira
- Le Belvédère, de Ödön von Horváth, escenografía de Agathe Alexis, Théâtre de Gennevilliers
- La Grande Catherine, de George Bernard Shaw, Teatro de la Alliance française
- La Buanderie, Teatro de la Huchette
- La cantante calva y La lección, de Eugène Ionesco, Teatro de la Huchette
- Le Jeu de l'amour et de la mort, de Rollaud, Théâtre de Poche Montparnasse

## Filmografía
- 1967 : Le Grand Meaulnes, de Jean-Gabriel Albicocco
- 1967 : Les Aventuriers, de Robert Enrico
- 1973 : L'Enlèvement (TV), de Jean L'Hôte
- 1974 : Madame Bovary (TV), de Pierre Cardinal
- 1974 : Voyage en Grande Tartarie, de Jean Charles Tacchella
- 1975 : Les Rosenberg ne doivent pas mourir (TV), de Stellio Lorenzi
- 1976 : Hôtel Baltimore (TV), de Alexandre Arcady
- 1976 : Commissaire Moulin (TV), episodio La surprise du chef)
- 1976 : Je suis Pierre Rivière, de Christine Lipinska
- 1977 : Diabolo menthe, de Diane Kurys
- 1977 : L'Œil de l'autre (TV), de Bernard Queysanne
- 1978 : Le Voyage de Selim (TV), de Régina Martial
- 1978 : Louis XI ou La naissance d'un roi (TV), de Alexandre Astruc
- 1979 : Les Quatre Cents Coups de Virginie (TV), de Bernard Queysanne
- 1979 : La Dérobade, de Daniel Duval
- 1979 : Il y a longtemps que je t'aime, de Jean Charles Tacchella
- 1981 : Nous te mari-e-rons (TV), de Jacques Fansten
- 1982 : Sans un mot (TV), de Gérard Poitou-Weber
- 1982 : La Tendresse (TV), de Bernard Queysanne
- 1982 : Les Amours des années grises (TV), de Marlène Bertin y Stéphane Bertin
- 1982 : Les Amours des années grises (TV), episodio Histoire d'un bonheur, de Marion Sarraut
- 1982 : Après tout ce qu'on a fait pour toi (TV), de Jacques Fansten
- 1984 : Hélas, Alice est lasse, de Bernard Queysanne
- 1984 : Les Enquêtes du commissaire Maigret (TV), episodio Maigret se défend, de Georges Ferraro
- 1985 : Les Enquêtes du commissaire Maigret (TV), episodio Le Revolver de Maigret, de Jean Brard
- 1986 : Espionne et tais-toi (TV, 1 episodio), de Claude Boissol
- 1986 : Le conteur tourne (TV, 1 episodio)
- 1981 : Le Squale (TV), de Claude Boissol
- 2012 : Comme un chef, de Daniel Cohen
- 2012 : Ainsi soient-ils (TV)
- 2015 : L'Ombre des femmes, de Philippe Garrel